# Lijst van burgemeesters van Rhenen
Dit is een lijst van burgemeesters van de Nederlandse gemeente Rhenen in de provincie Utrecht.

## 15e eeuw
- Johan Bor van Hemerten (rond 1469)
- Hubert van Rhenen (rond 1469)

## 16e eeuw
- Peter van Harn (rond 1530)
- Willem van Harn Gerijtsz (rond 1547)
- Bernt van Wijck (rond 1548)
- Willem van Harn (rond 1567)
- Jan Adriaenss. Verheudt (rond 1600)

## 17e eeuw
- Henrick Corneliss. van Amerongen (rond 1607)
- Claes van Schoonhoven (1619 - 1622)
- Gerrit Clerck (Klerck) (rond 1649)
- Willem Wouterz. Roest (rond 1665)
- Rijck van Hooft (rond 1674)
- Johan Vonck van Lienden (rond 1678)
- Gerhard van Bercheijck (1679-1684)
- Johannes Kupius (rond 1683-)
- Aeldert/Alard/Alert van Laer (rond 1699, overleden oktober 1700)

## 18e eeuw
- mr. Frederick Klerck (1700-1702)
- mr. Johan Kupius (1702-1703)
- Johan de Vael/Vaell (1703-?)
- J. van Deventer (rond 1706)
- Gerard van Zwoll (? - voor 1718)
- Gerard van Zwoll (1719 - ?)
- Johan Adriaan van Deventer (1735 - ?)
- Hendrik Smissaert (1743 - ?)
- Hendricus Menso (1745-49, 1751, 1752, 1756, 1757, 1760, 1762, 1763, 1765-67, 1769, 1770-73, 1774)
- Menso Johannes Menso (1791/92 en 1794/95)

## Na 1811
| Ambtsperiode                        | Naam burgemeester                                           | Leven     | Partij of stroming     | Bijzonderheden |
| ----------------------------------- | ----------------------------------------------------------- | --------- | ---------------------- | --- |
| ????-????                           | ????                                                        |           |                        | |
| 1820 - 1824                         | Dr. med. Hendrik Menso                                      | 1791-1872 |                        | |
| ????-????                           | ????                                                        |           |                        | |
| 1819 - 1842                         | Hendrik Huijbert van Deventer                               | 1782-1863 |                        | |
| 1842 - 1871                         | Dr. med. Hendrik Menso                                      | 1791-1872 |                        | |
| 1871 - 1882                         | Gerhard Jacob Roghair                                       |           |                        | |
| 16 maart 1882 - 1 september 1923    | Jhr. Gerrit Johan Anne (G.J.A.) Schimmelpenninck            | 1854-1929 | Christelijk-historisch | Onafhankelijk, maar goede banden met de CHU-fractie                                                                                  |
| 4 oktober 1923 - 15 augustus 1934   | Jhr. dr. Marie Louis (M.L.) van Holthe tot Echten           | 1896-1970 |                        | |
| 1 oktober 1934 - 14 mei 1943        | Gijsbert Carel Duco (G.C.D.) d'Aumale baron van Hardenbroek | 1888-1956 |                        | Zoon van Gijsbert d'Aumale van Hardenbroek van Hardenbroek. Achterkleinzoon van Joost Taets van Amerongen tot Natewisch.             |
| 31 augustus 1943 - 7 mei 1945       | Th. A. Dijksman                                             |           |                        | |
| 8 mei 1945 - 15 augustus 1946       | Gijsbert Carel Duco (G.C.D.) d'Aumale baron van Hardenbroek | 1888-1956 |                        | Waarnemend. Zoon van Gijsbert d'Aumale van Hardenbroek van Hardenbroek. Achterkleinzoon van Joost Taets van Amerongen tot Natewisch. |
| 16 augustus 1946 - 1 februari 1947  | Mr. dr. Jan Hendrik (J.H.) Luiting Maten                    | 1911-1987 |                        | Waarnemend. |
| 16 februari 1947 - 30 april 1972    | Mr. L.H.N.F.M. Bosch ridder van Rosenthal                   | 1914-2004 |                        | |
| 16 mei 1972 - april 1980            | Thomas (Th.Th.M.H.) Bijleveld                               | 1916-1996 | CHU                    | |
| 1 oktober 1980 - 31 juli 1991       | Jacob (J.) Schoonderbeek                                    | 1926-2007 | CDA                    | |
| 16 september 1991 - april 2002      | Hendrik (H.S.) Top                                          | 1940-2002 | CDA                    | Eerder burgemeester van Goudriaan, Ottoland en Zwartsluis.                                                                           |
| april 2002 - 31 augustus 2006       | Frits (G.F.) Naafs                                          | *1960     | VVD                    | |
| 1 september 2006 - 2007             | Anton (A.C.) Houtsma                                        | 1938-2014 | CDA                    | Waarnemend. |
| 15 maart 2007 - 3 juli 2014         | Drs. Joost (J.H.A.) van Oostrum                             | *1969     | VVD                    | |
| 4 juli 2014 - 7 maart 2024          | Drs. Hans (J.A.) van der Pas                                | *1964     | PvdA                   | Tot 28 januari 2015 waarnemend. |
| 12 februari 2024 - 20 november 2024 | Corry (C.A.A.) van Rhee-Oud Ammerveld                       | *1956     | PvdA                   | Waarnemend. |
| 21 november 2024 - heden            | Mr. drs. Géran (G.A.) Kaai                                  | *1974     | CDA                    | [ 8 ] |